# Salustijeva kuća
Salustijeva kuća (također poznata u ranijim izvješćima o iskapanjima kao Akteonova kuća) bila je elitna rezidencija (domus) u starorimskom gradu Pompeji i među najraskošnijim u gradu.
Najstariji dijelovi kuće datirani su u 4. stoljeće prije Krista, ali su glavna proširenja izgrađena u 2. stoljeću prije Krista tijekom rimskog razdoblja. Duga povijest ove građevine pruža važne dokaze o razvoju elitnih rezidencija u Pompejima.
Kuća se nalazi u Regio VI, Insula 2, 4 na istočnoj strani Via Consolare. Svoje moderno ime dobio je po izbornoj obavijesti postavljenoj na pročelju, koja preporučuje Gaja Salustija za dužnost. Alternativni naziv je kuća A. Cossus Libanus, prema pečatu pronađenom u ruševinama. Mjesto je kasnije oštećeno bombom u Drugom svjetskom ratu, a obnovljeno je 1970.

## Povijest
Kuća je izvorno bila jednostruka simetrična atrijska kuća iz samnitskog razdoblja izrađena od blokova sedre. Aksijalno poravnata struktura sadržavala je središnji fauces, postavljen između prodavaonica s pročeljem, koja vodi do atrija s kompluvijem i impluvijem, tri kubikula i ale koje su flankirale atrij sa svake strane. Na stražnjoj strani atrija nalazio se tablinum s oekom i andronom na lijevoj i desnoj strani tablinuma. Iza tablinuma nalazio se vanjski vrt ograđen zidom posjeda. Bila je uređena u Prvom Pompejskom stilu.
U uzastopnim građevinskim fazama dodane su dodatne trgovine na njegovoj zapadnoj strani, a peristil (portik s kolonadom) dodan je u vrt.
U kasnom augustovskom razdoblju kuća je pretvorena u hospitium, hotel velikih razmjera. Izgrađen je pult kojem se može pristupiti i s ulice i iz atrija kako bi se potaknuli potencijalni gosti koji prolaze, ali i servis postojećih posjetitelja. Sobe su bile grupirane u apartmane oko atrija, a veći prostori 22 i 35 sa sjeveroistočnog kuta atrija (vidi tlocrt) pružali su unutarnje blagovaonice, dok je vanjski zidani triklinij (25) prekriven pergolom poduprtom s dva pilastra na sjevernom kraju peristilni vrt pružao je vanjski prostor za blagovanje. U blizini je izgrađeno ognjište za pripremu tople hrane.
U tablinum (19) je ugrađen veliki prozor kako bi se gostima pružio pogled na vrt koji je povećan trima stubama iznad poda atrija. Tablinum je modificiran kako bi omogućio pristup s oba kraja kolonade i, iako relativno malen prostor od 20 sa 70 stopa, naslikan je na stražnjem zidu s vrtnom scenom koja je služila kao nastavak pravog vrta, uključujući stupove ukrašene vijencima, tri fontane i ptice.
Čak i uz dodatak ovih novih značajki, kao što su peristilni vrt i drugi atrij, koji su postali popularni otprilike u to vrijeme, ukras u prvom stilu zadržan je u nekim javnim prostorima tijekom vremena, oponašajući stalnu upotrebu Prvog Stil u hramovima, bazilikama i gimnazijama u Pompejima u carsko razdoblje.
Dekoracija mramornim inkrustacijama u Prvom pompejskom stilu prostranog atrija Salustijeve kuće pažljivo je čuvana tijekom čak dva stoljeća, dok je susjedni peristil bio bogato i šarmantno ukrašen u "modernom" stilu carskog razdoblja.
Struktura je na kraju proširena kako bi iskoristila gotovo sav vrtni prostor.

## Iskopavanje
Unos od 29. travnja 1775. u Pompeianarum Antiquitatum Historia, jasno pokazuje da je kuća, ili barem dio koji je sadržavao Akteonovu fresku, bila već otkrivena i označena Akteonova kuća.
Najranije arheološke radove na kući vodio je Francesco La Vega  a zatim njegov brat Pietro. Kraljica Maria Caroline od Bourbona, pokroviteljica i promatračica iskapanja kuće, primila je umjetničke nalaze na dar i rad bi prestao u sobi nakon što bi se nalazi skinuli. Kada se 1809. kuća smatrala potpuno očišćenom, rad se okrenuo reprodukciji ostataka i preživjelih freski sa slikama i crtežima. 

## Opis
Popis numeriranih soba prema izvornom tlocrtu iz 1817.:
- 1. Glavni ulaz
- 2. Vestibul
- 3. Dućan s pultom i staklenkama, vjerojatno za vino ili ulje
- 4. Stan povezan ulazom sa stanom 5.
- 5. Stan povezan ulazom s apartmanom 4.[6] Grupiranje soba u apartmane ne samo da je omogućilo prostraniji smještaj, već je omogućilo gostima da zaprepašteno prelaze iz jedne fine sobe u drugu podižući percepciju bogatstva gospodara kuće.[4]
- 6. Kompluvij za skupljanje kišnice iz prostorija. Ovdje je pronađena brončana skulptura Herkula i zlatne košute.
- 7. Oltar s nišom za kućne bogove
- 8. Tablinum s pripadajućom prostorijom (9) s pogledom na trijem i vrt. Unutarnja prostorija vjerojatno je bila mali triklinij ili kubikulum i bila je ukrašena prikazima scenskih maski.[6] Prvotno se prostoru pristupalo izravno iz atrija, ali su ta vrata blokirana nakon što je stražnji zid zamijenjen širokim ulazom u portik s pogledom na viridarium.[7]
- 10. la. Cella familliaria ili spavaća soba manja od 10 kvadratnih stopa.[6]
- 11. Alae - bočna udubljenja koja sadrže svete slike predaka.[8] Ala s lijeve strane ima ulaz u susjednu prostoriju 12 koja ima ulaz u ambulantu s kolonadom (20) koja vodi do viridarija (19). Stubište je postavljeno u (12) kasnije za pristup novom gornjem katu. Desna ala ima ulaz u susjedni lararium ili pinakoteku (galeriju slika) (13).[6] Kasniji arheolozi identificiraju sobu (13) kao garderobu.[7]
- 14. Andron s otvorom na trijem sa stupovima koji se nalazi ispred viridarija. Portik je bio tri stope iznad viridarija (19), a do njega su vodile dvije stepenice. Između plavo naglašenih stupova portikusa (15) i (16) nalazili su se patuljasti zidovi (pluteji) koji su činili spremnik za zemlju i biljke koje su zalijevane pomoću oluka koji je skupljao kišnicu s krova. Stražnji zid viridarija bio je oslikan biljkama i pticama kako bi se proširio pogled na vrt. S desne strane viridarija bila je cisterna (17). S lijeve strane viridarija nalazio se natkriveni triklinij (18) s postoljem za stol.[6] Ispred triklinija s lijeve strane nalazio se mali oltar. Zasađeni su samo rubovi ovog dijela vrta koji je viši od poda kolonade.[7]
- 19. Fontana
- 20. Natkrivena cisterna
- 21. Cubiculum
- 22. Komoda (nužnik)
- 23. Stražnji ulaz
- 24. Prolaz u dvorište i možda pristup kuhinji (26)
- 25. Mjesta za pepeo ili ognjišta za pripremu hrane
- 26 Kuhinja s nužnikom za ženske stanove lijevo i, nekoliko stepenica gore, povišeno ognjište desno. S lijeve strane ognjišta nalazi se tri stope duboko zasvođeno udubljenje (lararium?)
- 27. Ulaz u treći dvor (31) s ćelijom za portira.
- 28. Oltar sa slikom kupanja Dijane i Akteona s rogovima koji se pretvara u jelena, napadnut od vlastitih pasa, na stražnjem zidu gineceja.
- 29. Mali stanovi ili kubikule na lijevoj i desnoj stražnjoj strani gineceja. Kubikulum s desne strane s podnim popločenjem i podnožjem od mramora različitih boja sadržavao je nježnu sliku Marsa i Venere s Kupidom koji se igra s Marsovim štitom[6] i prizorom Parisa i Helene na stražnjoj unutarnjoj stijenci, a imao je i udubljenje za Penati ili Lares. Njegov vanjski zid bio je oslikan prizorom Friksa i Hele s ovnom. Vanjski zid kubikuluma s lijeve strane bio je oslikan prizorom Europe s bikom.[7]
- 30. Velika blagovaonica.
- 31. Treće dvorište, možda ginecej ili ženski stanovi, s trijemom obrubljenim osmokutnim stupovima obojanim crvenom bojom. Isprva je kolonada imala ravni krov, s otvorenim hodnikom iznad s tri strane, ali kada je izgrađena velika blagovaonica (30), ravni krov i šetalište s te strane zamijenjeni su kosim krovom nad širokim ulazom u blagovaonica.[7]

U atriju (cavaedium) nalazio se opus signinum podni pločnik s oslikanim jonskim stupovima koji podupiru krov dajući prostoru monumentalan izgled. Njegovi su zidovi bili oslikani tako da oponašaju mramorne ploče tipične za prvi stil. Obrada ulaza u tablinum i ale, s pilastrima spojenim stršećim entablaturama, stroga i jednostavna dekoracija, te propuštanje svjetla kroz kompluvij povećali su prividnu visinu prostorije i dali joj aspekt dostojanstva i rezerviranosti.
Iako se naglasak na vizuri s ulaznih vrata na tablinum na vrt počeo smanjivati u drugim atrijskim kućama u 1. stoljeću n. e., ovdje to nije bio slučaj. Republikanska matrica atrij-tablinum-peristil ostala je na mjestu u Salustijevoj kući usprkos njenom pretvaranju u primarno javnu ustanovu, tako da su se odnosi patronus-klijent možda zadržali za njezinog vlasnika u ranom Carstvu. Ovakav raspored je također olakšao izvlačenje potencijalnih gostiju iz prometne gužve na Via Consolare. Proširenje kuće kako bi se obuhvatilo više prostora za zabavu, međutim, oponašalo je takvo širenje od strane drugih bogatih stanovnika tijekom tog razdoblja.
Scena žrtvovanja dočekivala je posjetitelje na lažnim vratima lijevo od tablinuma. Svećenik pokrivene glave izlijeva sadržaj patere u tronožac. Nasuprot svećeniku, mladić svira dvostruku flautu, noga mu je na skabelu, udaraljki kojom se u dramskim predstavama svira noga. S lijeve i desne strane dva pomoćnika odjevena u bijele tunike s uskim crvenim prugama ulijevaju tekućinu iz rogova za piće u patere.
Jugoistočni kvadrant kuće izbrisan je u savezničkom bombardiranju 1943. godine, uništavajući prepoznatljivu fresku Actaeona i Diane. Preživio je samo mali dio nekada raskošnog ukrasa atrija, koji je uključivao zubne vijence i žlijebljene pilastre koji su uokvirili ale i tablinum.
Ispitivanja između 1817. i 1902. (vidi gore tlocrt iz 1902.) pripisala su dodatne prostorije u donjem desnom kutu kuće, uključujući caupona, rimsku tavernu opremljenu dolijama za posluživanje tople hrane. Caupona je imala stražnja vrata koja su vodila u dvije međusobno povezane prostorije, jedna s vanjskim ulazom vjerojatno za dostavu hrane, sve označene (5) na planu iz 1902. godine.
U donjem lijevom kutu građevine kasniji su arheolozi identificirali kompleks pekare s mlinom s tri mlina, označen (6) na nacrtu iz 1902. godine, sa stubištem za gornji kat, pećnicom (7), prostorijom za miješenje (8). ), i kuhinja (9). Također su identificirali ograđeni dio gornje lijeve kolonade kako bi se formirala prostorija označena (23) na planu iz 1902. godine.

## Galerija
Skice i akvareli kuće.
- Akvarel freske Actaeon i Diana (1886.) Josefa Theodora Hansena
- Mit o Actaeonu, autor Pasquale d'Amelio, oko 1830-ih
- Litografija zida s lijeve strane peristila ženske četvrti uz ulaz u cubiculum 33 (karta iz 1902.)
- Akvarel "Ženskih stanova u Salustijevoj kući"  (Luigi Bazzani)
- Akvarel „Genecej Salustijeve kuće (VI 2, 4)” (Luigi Bazzani)
- Crtež venereuma u Salustijevoj kući
- Triklinij na južnom kraju viridarija s plavo naglašenim stupovima
- Slika kazališnih maski u tablinumu. Šalica i kukurek jasno identificiraju maske kao tragične. Okolni ukrasi, obojeni crvenom i plavom bojom na bazi ružičaste i bijele boje, kopirani su iz raznih dijelova kuće.[6]
- Viridarij s triklinijem
- Skica scene žrtvovanja naslikane u atriju
- Gravura atrija iz 1817.

## Reference
- Thorpe, Martin, (1995.), Roman Architecture: Classical World Series, Bristol Classical Press,ISBN 1-85399-421-9 ,ISBN 978-1-85399-421-0